# París-Niça 1976
La París-Niça 1976 fou la 34a edició de la París-Niça. És un cursa ciclista que es va disputar entre el 7 i el 14 de març de 1976. La cursa fou guanyada pel francès Michel Laurent, de l'equip Miko-De Gribaldy-Superia, per davant d'Hennie Kuiper (TI-Raleigh) i Luis Ocaña (Super Ser). La classificació de la muntanya fou guanyada per Jean-Jacques Fussien, Freddy Maertens s'emportà la classificació de la regularitat i el conjunt TI-Raleigh la d'equips.
Se supremeixen les bonificacions de temps a l'arribada de cada etapa. Només al cim del Chalet Reynard hi ha una bonificació d'un minut pel primer i un minut menys el seu retard per als perseguidors si la diferència és inferior al minut.

## Participants
En aquesta edició de la París-Niça hi preneren part 100 corredors dividits en 10 equips: Miko-De Gribaldy-Superia, TI-Raleigh, Super Ser, Flandria-Velda, Gitane-Campagnolo, Peugeot-Esso-Michelin, Gan-Mercier, Kas-Campagnolo, Lejeune-BP i Jobo-Wolber-Le France. La prova l'acabaren 76 corredors.

## Resultats de les etapes
| Etapes              | Data       | Recorregut                      | Km     | Vencedor d'etapa         | Líder de la general |
| ------------------- | ---------- | ------------------------------- | ------ | ------------------------ | ------------------- |
| Pròleg              | 7 de març  | Aulnay-sous-Bois (CRI)          | 6.5 km | Freddy Maertens          | Freddy Maertens     |
| 1a etapa            | 8 de març  | Montargis-Montluçon             | 228 km | Jacques Esclassan        | Freddy Maertens     |
| 2a etapa            | 9 de març  | Varennes-sur-Allier-Sant-Etiève | 185 km | Freddy Maertens          | Freddy Maertens     |
| 3a etapa            | 10 de març | Sant-Etiève-Valença             | 129 km | Freddy Maertens          | Freddy Maertens     |
| 4a etapa            | 11 de març | Valença-Aurenja                 | 189 km | Freddy Maertens          | Freddy Maertens     |
| 5a etapa            | 12 de març | Aurenja-Gréoux-les-Bains        | 188 km | Jean-Pierre Danguillaume | Hennie Kuiper       |
| 6a etapa, 1r sector | 13 de març | Gréoux-les-Bains-Les Arcs       | 96 km  | Freddy Maertens          | Hennie Kuiper       |
| 6a etapa, 2n sector | 13 de març | Les Arcs-Draguignan             | 100 km | Freddy Maertens          | Hennie Kuiper       |
| 7a etapa, 1r sector | 14 de març | Seillans-Niça                   | 78 km  | Guy Sibille              | Hennie Kuiper       |
| 7a etapa, 2n sector | 14 de març | Niça-Coll d'Èze (CRI)           | 9.5 km | Michel Laurent           | Michel Laurent      |

## Etapes

### Pròleg
7-03-1976. Aulnay-sous-Bois, 6.5 km. CRI
|   | Ciclista               | Equip                 | Temps  |
| - | ---------------------- | --------------------- | ------ |
| 1 | Freddy Maertens        | Flandria-Velda        | 8' 00" |
| 2 | Dietrich Thurau        | TI-Raleigh            | + 2"   |
| 3 | Jean-Luc Vandenbroucke | Peugeot-Esso-Michelin | + 4"   |

### 1a etapa
8-03-1976. Montargis-Montluçon, 228 km.
|   | Ciclista          | Equip                 | Temps      |
| - | ----------------- | --------------------- | ---------- |
| 1 | Jacques Esclassan | Peugeot-Esso-Michelin | 6h 05' 09" |
| 2 | Freddy Maertens   | Flandria-Velda        | m. t.      |
| 3 | Dietrich Thurau   | TI-Raleigh            | m. t.      |

### 2a etapa
9-03-1976. Varennes-sur-Allier-Sant-Etiève 185 km.
Henry Anglade, director de l'equip Lejeune-BP, abandona la cursa perquè els seus corredors no li fan cas al restar passius dintre del pilot. Torna l'endemà.
|   | Ciclista                 | Equip                 | Temps      |
| - | ------------------------ | --------------------- | ---------- |
| 1 | Freddy Maertens          | Flandria-Velda        | 4h 56' 38" |
| 2 | Jan Raas                 | TI-Raleigh            | m. t.      |
| 3 | Jean-Pierre Danguillaume | Peugeot-Esso-Michelin | m. t.      |

### 3a etapa
10-03-1976. Sant-Etiève-Valença 129 km.
|   | Ciclista          | Equip                    | Temps      |
| - | ----------------- | ------------------------ | ---------- |
| 1 | Freddy Maertens   | Flandria-Velda           | 3h 05' 55" |
| 2 | Wilfried Wesemael | Miko-De Gribaldy-Superia | m. t.      |
| 3 | Régis Ovion       | Peugeot-Esso-Michelin    | m. t.      |

### 4a etapa
11-03-1976. Valença-Aurenja, 189 km.
|   | Ciclista        | Equip          | Temps      |
| - | --------------- | -------------- | ---------- |
| 1 | Freddy Maertens | Flandria-Velda | 4h 51' 31" |
| 2 | Dietrich Thurau | TI-Raleigh     | m. t.      |
| 3 | Jan Raas        | TI-Raleigh     | m. t.      |

### 5a etapa
12-03-1976. Aurenja-Gréoux-les-Bains, 188 km.
Es puja el Mont Ventoux fins al Chalet Reynard on Laurent passa primer bonificant un minut.
|   | Ciclista                 | Equip                 | Temps      |
| - | ------------------------ | --------------------- | ---------- |
| 1 | Jean-Pierre Danguillaume | Peugeot-Esso-Michelin | 5h 12' 50" |
| 2 | Freddy Maertens          | Flandria-Velda        | + 22"      |
| 3 | Joop Zoetemelk           | Gan-Mercier           | m. t.      |

### 6a etapa, 1r sector
13-03-1976. Gréoux-les-Bains-Les Arcs, 96 km.
|   | Ciclista                 | Equip          | Temps      |
| - | ------------------------ | -------------- | ---------- |
| 1 | Freddy Maertens          | Flandria-Velda | 2h 20' 03" |
| 2 | Luis Ocaña               | Super Ser      | m. t.      |
| 3 | Enrique Martínez Heredia | Kas-Campagnolo | m. t.      |

### 6a etapa, 2n sector
13-03-1976. Les Arcs-Draguignan, 100 km.
|   | Ciclista          | Equip                    | Temps      |
| - | ----------------- | ------------------------ | ---------- |
| 1 | Freddy Maertens   | Flandria-Velda           | 2h 41' 07" |
| 2 | Régis Ovion       | Peugeot-Esso-Michelin    | m. t.      |
| 3 | Wilfried Wesemael | Miko-De Gribaldy-Superia | m. t.      |

### 7a etapa, 1r sector
14-03-1976. Seillans-Niça, 78 km.
|   | Ciclista        | Equip                 | Temps      |
| - | --------------- | --------------------- | ---------- |
| 1 | Guy Sibille     | Peugeot-Esso-Michelin | 1h 53' 05" |
| 2 | Dietrich Thurau | TI-Raleigh            | + 1"       |
| 3 | Gerben Karstens | TI-Raleigh            | + 1' 15"   |

### 7a etapa, 2n sector
14-03-1976. Niça-Coll d'Èze, 9.5 km. CRI
|   | Ciclista         | Equip                    | Temps   |
| - | ---------------- | ------------------------ | ------- |
| 1 | Michel Laurent   | Miko-De Gribaldy-Superia | 20' 51" |
| 2 | Bernard Vallet   | Gan-Mercier              | + 17"   |
| 3 | Gerrie Knetemann | TI-Raleigh               | + 19"   |

## Classificacions finals

### Classificació general[1]
|    | Ciclista                 | Equip                    | Temps       |
| -- | ------------------------ | ------------------------ | ----------- |
| 1  | Michel Laurent           | Miko-De Gribaldy-Superia | 31h 42' 23" |
| 2  | Hennie Kuiper            | TI-Raleigh               | + 17"       |
| 3  | Luis Ocaña               | Super Ser                | + 26"       |
| 4  | Freddy Maertens          | Flandria-Velda           | + 55"       |
| 5  | Enrique Martínez Heredia | Kas-Campagnolo           | + 2' 30"    |
| 6  | Bernard Vallet           | Gan-Mercier              | + 2' 50"    |
| 7  | Wilfried Wesemael        | Miko-De Gribaldy-Superia | + 2' 53"    |
| 8  | Joop Zoetemelk           | Gan-Mercier              | + 2' 19"    |
| 9  | José Luis Uribezubia     | Super Ser                | + 3' 20"    |
| 10 | Gerrie Knetemann         | TI-Raleigh               | + 3' 25"    |

## Evolució de les classificacions
| Etapa (Vencedor)                      | Classificació general |
| ------------------------------------- | --------------------- |
| 0Pròleg (Freddy Maertens              | Freddy Maertens       |
| 0Etapa 1 (Jacques Esclassan)          | Freddy Maertens       |
| 0Etapa 2 (Freddy Maertens)            | Freddy Maertens       |
| 0Etapa 3 (Freddy Maertens)            | Freddy Maertens       |
| 0Etapa 4 (Freddy Maertens)            | Freddy Maertens       |
| 0Etapa 5 (Jean-Pierre Danguillaume)   | Hennie Kuiper         |
| 0Etapa 6, 1r sector (Freddy Maertens) | Hennie Kuiper         |
| 0Etapa 6, 2n sector (Freddy Maertens) | Hennie Kuiper         |
| 0Etapa 7, 1r sector (Guy Sibille)     | Hennie Kuiper         |
| 0Etapa 7, 2n sector (Michel Laurent)  | Michel Laurent        |